# Ríndac
El Ríndac o Ríndacos (en llatí Rhyndacus, en grec antic Ῥυνδακός) era un riu important de l'Hel·lespont que naixia a les muntanyes de l'Olimp a Mísia o Frígia Epicteta, prop d'Azani.
Segons Plini el Vell antigament es deia Licos (Lycus) i naixia al llac Miletòpolis, però això se sap que no és correcte. El riu corria cap al nord-oest i feia al límit entre Mísia i Bitínia i a la rodalia de Miletòpolis rebia al Megistus, desaiguant després a la Propòntida, prop de l'illa Besbiscus. Valeri Flac diu que les seves aigües grogues es podien veure dins del mar a bona distància de la desembocadura. L'any 73 aC Lucul·le va derrotar Mitridates VI Eupator a la vora del riu.
És el modern Lupad, que després de la seva unió al Megistus (modern Susughirli) porta el nom de Mohalidsh o Micalitza.